# 5044 Shestaka
5044 Shestaka (1977 QH4) là một tiểu hành tinh vành đai chính được phát hiện ngày 18 tháng 8 năm 1977 bởi N. S. Chernykh ở Nauchnyj.